# Лесбиянство

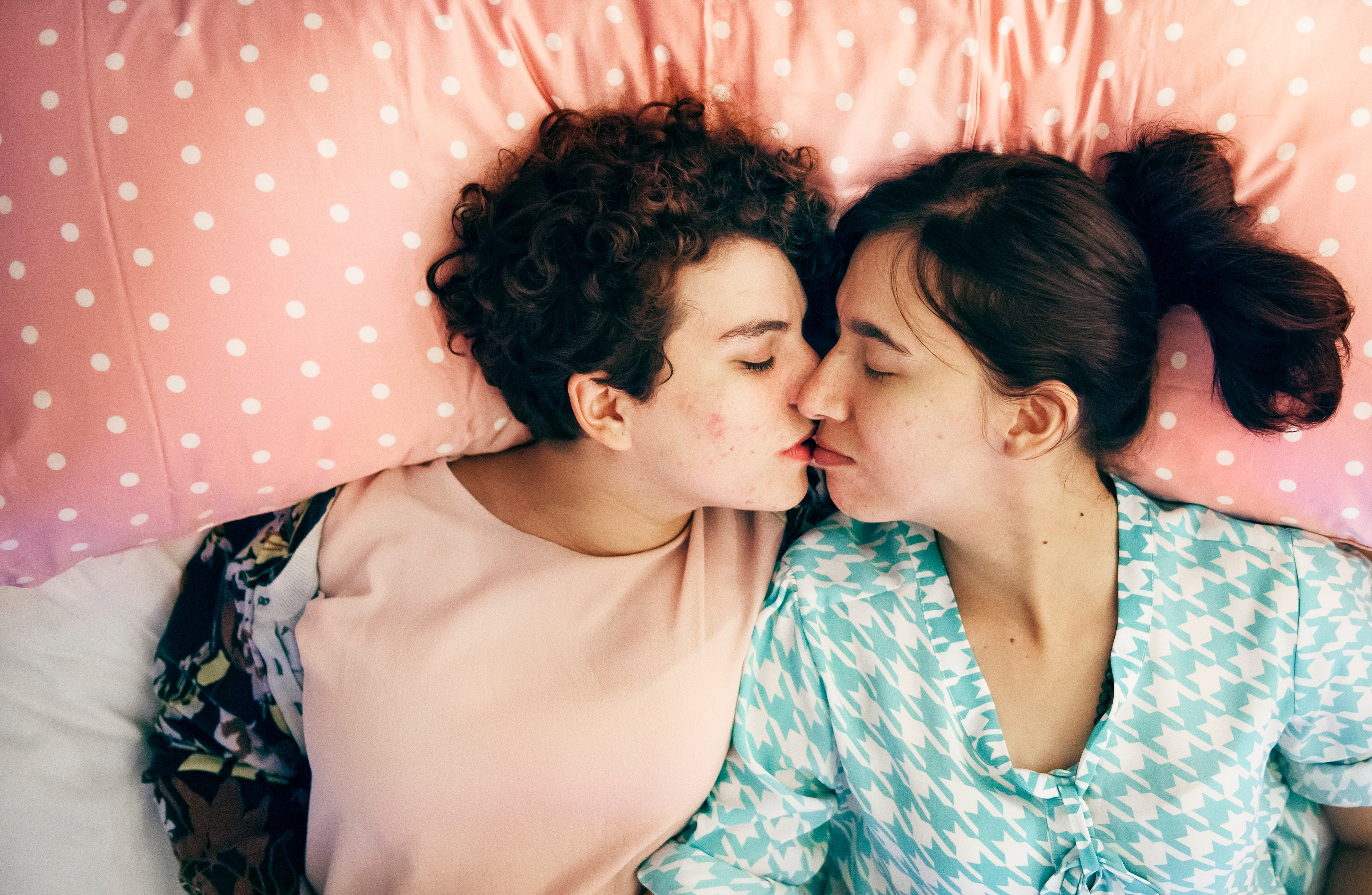
Лесбийская пара

Лесбия́нство — женская гомосексуальность. Гомосексуальных женщин называют лесбия́нками. Термин «лесбиянка» так же неоднозначен, как и сам термин «гомосексуальность»: в одном контексте он может обозначать женщину с гомосексуальной ориентацией, в другом контексте — женщину с гомосексуальной идентичностью, а в третьем — женщину, практикующую исключительно гомосексуальное поведение. Термин возник в конце XIX века как описание сексуальных отклонений, в частности, гомосексуальности. В Древней Греции лесбиянство называлось трибадизмом, а «трибадами» — женщины, вступающие в такие связи (от греч. τριβάς — женщина, предающаяся противоестественным порокам сама с собой либо с другими женщинами).
В МКБ-10, составленной Всемирной организации здравоохранения, гетеросексуальность, бисексуальность и гомосексуальность представлены как три основные категории сексуальной ориентации, а гомосексуальность (как женская, так и мужская) была исключена из списка болезней.

Флаг гордости лесбиянок

Лесбиянки разнообразны в предпочитаемых гендерных выражениях, однако в силу существующих в обществе патриархальных представлений о фемининности лесбиянки, проявляющие феминное гендерное выражение, часто сталкиваются с фэмфобным предубеждением, что они не могут быть настоящими лесбиянками.

## Культура

Винкель (нашивка) в виде чёрного треугольника. Использовался в нацистских концлагерях для обозначения личностей, считавшихся асоциальными, куда причислялись лесбиянки, проститутки и женщины, не желавшие иметь детей

Термин происходит от названия греческого острова Лесбос, где родилась и жила древнегреческая поэтесса Сапфо, чьи стихи позже нередко воспринимали как воспевание однополой любви между женщинами. Однако некоторые древние источники упоминают и о связях Сапфо с мужчинами. Максим Тирский писал, что взаимоотношения между Сапфо и ученицами её школы были платоническими. Существуют сведения о лесбийских отношениях в древней Спарте. Плутарх в описании Лакедемона сообщал, что «они придают такое большое значение любви, что девушки становятся эротическими партнёрами женщин из благородных семей». Любовная связь между юной возлюбленной и старшей женщиной в фиасе Сапфо представляла собой аналог любовным отношениям между юным возлюбленным и мужчиной в инициационной или симпосийной обстановке. Ритуальный, религиозный момент у Сапфо превалирует над инициационным.
В поэзии и литературе древнего Китая также есть упоминания о лесбийских взаимоотношениях женщин, хотя в описаниях отсутствуют подробности, которые встречаются в текстах о мужской гомосексуальности. На основании исследования эротических поэм, которыми обменивались японские женщины Периода Хэйан, антрополог Лайза Дэлби сделала вывод, что лесбийские взаимоотношения были обычны и социально приемлемы в этой культуре. Существуют литературные источники, которые упоминают о сексуальных взаимоотношениях между одалисками гаремов, хотя иногда за это полагалось наказание. В русском православии исторически существовало мнение о меньшей греховности лесбиянства по сравнению с мужским гомосексуализмом и даже по сравнению с гетеросексуальными внебрачными связями.
До изменения под влиянием сексологии в конце XIX века женская гомосексуальность оставалась практически незамеченной по сравнению с мужской гомосексуальностью, которая запрещалась законом и из-за этого была предметом обсуждения в прессе. Несмотря на это, после опубликования работ сексологами Карлом Генрихом Ульрихсом, Рихардом фон Крафт-Эбингом, Хэвлоком Эллисом, Эдуардом Карпентером и Магнусом Хиршфельдом концепция женской гомосексуальности стала более известной.

Как только женская гомосексуальность стала предметом обсуждения, она была описана в качестве заболевания. В «Трёх статьях о теории сексуальности» Зигмунд Фрейд называл женскую гомосексуальность «инверсией», её субъектов «инвертами» и характеризовал женщин-инвертов как имеющих мужские характеристики. Фрейд воспользовался идеей о «третьем поле», предложенной Магнусом Хиршфельдом и другими. Фрейд признал, что в своей практике не встречался с такими «ненормальными» пациентками, но тем не менее он считал, что такое поведение вызвано психологическими, а не биологическими причинами.

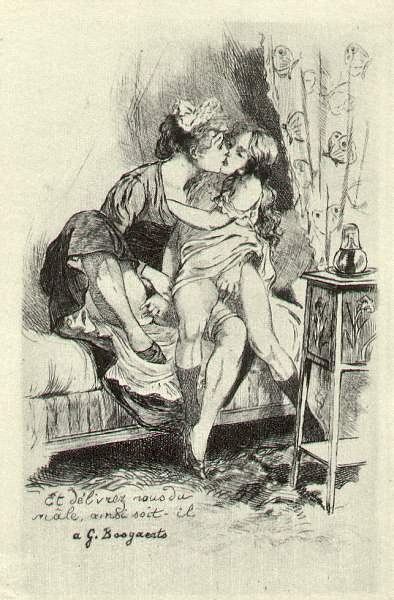
«И избавь нас от мужского, так и быть» (автор Мартин ван Маэле 1905 год). Пример изображения лесбиянок через призму мужской фантазии: участницы повёрнуты в сторону невидимого зрителя

Сочетание сексологии и психоанализа оказало большое влияние на общее настроение лесбийской культуры. Ярким примером этого является опубликованный в 1928 году роман Рэдклифф Холл «Колодец одиночества», в котором упомянуты эти сексологи и термин «инверт». Позже этот термин вышел из общего употребления. Фрейдистская интерпретация лесбийского поведения в настоящее время отрицается большинством психиатров и учёных.
В двадцатом столетии лесбиянки, в частности, Гертруда Стайн и Барбара Хаммер, были заметными деятелями в авангардистском движении США, а Леонтина Саган — в немецком предвоенном кино. Книга стихотворений в прозе «Песни Билитис» Пьера Луи оказала влияние на отражение лесбиянства в культуре с 1890-х. Первая культурная и правозащитная организация лесбиянок в Соединённых Штатах Америки называлась «Дочери Билитис».
Лесбиянство выступает частью мужской гетеросексуальной фантазии, поэтому лесбийские мотивы и образы встречались в литературе, искусстве и кино, но изображённые через призму мужских фантазий как правило в упрощённых и стереотипных образах. В классической литературе лесбиянки это одновременно предмет для эротических фантазий, а также морально падшие женщины, часто секс-работницы и обречённые на насильственную смерть. В XX веке лесбийские отношения начали демонстрироваться в кино через призму мужского взгляда. Лесбиянки в кино сексуализировались, фетишизировались, изображалиcь, как склонные к беспорядочным половым связям, часто такие фильмы изображали беспричинные сексуальные сцены и увековечивали миф о скрытой гетеросексуальности, показывая сюжеты, где главным мужским героям удавалось соблазнить лесбиянок. Лесбиянки являются популярным жанром в порнографии, но как правило такие порно-фильмы создаются режиссёрами-мужчинами для мужской аудитории. Таким образом подобные фильмы укрепляли гомофобные мифы о лесбиянстве, как синониме разврата и сексуальной распущенности.
Мейнстримному изображению лесбиянства противопоставляется взаимоотношения женщин через призму «лесбийского взгляда», то есть истории, созданные самими лесбиянками. Такие сюжеты считаются более уважительными, достоверными и репрезентативными. Лесбийские медиа, созданные женщинами для женщин, а не мужчинами для мужчин, стали появляться только в самом конце XX века.
Вместе с тем лесбийская исследовательница Рея Эшли Хоскин отмечает, что в социальных науках существует тенденция критиковать фемининных лесбийских персонажей как априори созданных для мужского взгляда, а маскулинных лесбиянок приветствовать как аутентичных, укрепляющая ложную идею, что настоящие лесбиянки должны быть маскулинными, тогда как в реальности лесбиянки разнообразны в предпочитаемых гендерных выражениях.

## Юридические определения
Согласно постановлению Пленума Верховного суда Российской Федерации от 15 июня 2004 года, разъясняющему судам особенности применения статей Уголовного кодекса России, в юриспруденции под лесбиянством понимаются сексуальные контакты между женщинами (а под мужеложством — между мужчинами).

## Лесбиянство и феминизм
В 1960-х годах лесбиянки сталкивались с исключением из феминистских пространств, воспринимаясь как «не-женщины». Впоследствии возник лесбийский феминизм.

## Сапфизм

Сапфический флаг гордости

Определение «сапфизм» исторически, с конца XIX века упоминалось, как синоним лесбиянства, в честь древнегреческой поэтессы Сапфо, чьи стихи были в основном посвящены любви между женщинами.
Под сапфизмом понимается влечение одной женщины к другой вне зависимости от её сексуальной ориентации. То есть эти женщины могут быть как лесбиянками, так и бисексуалками, пансекуалками, аромантиками, асексуалками, а также причислять себя к небинарным или гендерквирным личностям. В ЛГБТ литературе под сапфическими отношениями понимаются женские гомосексуальные отношения, в которых хотя бы одна из партнёрш не является лесбиянкой. Аналогичные отношения между мужчинами называются ахиллеевскими.